# باول كلايس
باول كلايس هو مترجم وكاتب بلجيكي، ولد في 30 أكتوبر 1943 في لوفان في بلجيكا.